# Héctor Yuste Cantón
Héctor Yuste Cantón (Balsapintada, 12 januari 1988) is een Spaanse voetballer. 
De middenvelder heeft zijn jeugdopleiding genoten bij Fuente Alamo, waarna hij één jaar overstapte naar Real Murcia en ten slotte terechtkomt bij Cartagena FC, de gewezen voetbalglorie van de havenstad. Deze laatste ploeg had op dat ogenblik een affiliatie akkoord met de voor het ogenblik balangrijkste ploeg van de stad, FC Cartagena. Bij Cartagena FC startte hij tijdens het seizoen 2006-2007 ook in de Tercera División en werd het volgende seizoen voor één jaar uitgeleend aan streek- en reeksgenoot AD Las Palas. Tijdens het seizoen 2008-2009 stapte hij over naar FC Cartagena, waar hij tijdens de eerste seizoenshelft niet aan de bak kwam, maar na een trainerswissel werd hij een van de vaste waarden die de promotie naar Segunda División A vorm gaf. Hij was een van de zeven spelers die behouden bleven voor het seizoen 2009-2010. Echter kwam hij tijdens dit seizoen slechts achttien keer in actie, waarvan slechts drie maal in de kern.
Op het einde van het seizoen liep zijn contract ten einde en aangezien hij geen waarborg kreeg voor zijn spelgerechtigheid, besloot hij voor het seizoen 2010-2011 over te stappen naar reeksgenoot UD Salamanca. Hij ontpopte zich als een van de belangrijke basisspelers van deze ploeg, maar toen op het einde van het seizoen bleek dat de ploeg met een negentiende plaats net het behoud niet kon bewerkstelligen en degradeerde naar Segunda División B, stak het gerucht van een terugkeer naar de havenstad van Cartagena meer en meer zijn kop op.
Uiteindelijk ondertekende hij een contract bij Granada CF, dat net gepromoveerd was naar de Primera División, maar dat hem onmiddellijk uitleende aan Cádiz CF, een ploeg uit de Segunda División B.  Tijdens dit seizoen 2011-2012 werd hij een van de smaakmakers.  De ploeg eindigde eerste in groep IV van de Segunda División B, maar toen de ploeg de promotie niet kon afdwingen, zocht de speler een nieuwe uitdaging.
Die vond hij tijdens het seizoen 2012-2013 bij Racing Santander, een ploeg die net gedegradeerd was naar de Segunda División A.  Bij deze ploeg vond hij zijn gewezen ploeggenoot uit Cartagena, Antonio Longás, terug. Het project werd een totale mislukking met een twintigste plaats en de tweede opeenvolgende degradatie als gevolg.
Voor het seizoen 2013-2014 werd hij uitgeleend aan Hércules CF, een andere ploeg uit de Segunda División A.  De ploeg eindigde op de allerlaatste plaats en kon zijn behoud niet garanderen.
Na drie jaar uitgeleend geweest te zijn, werd de speler voor het seizoen 2014-2015 opgenomen in de kern van Granada CF.  Tijdens de heenronde zou hij echter maar zes maal in actie komen.  Daarom werd hij op 30 januari 2015 tot het einde van het seizoen uitgeleend aan RCD Mallorca, een ploeg uit de Segunda División A.  Vanaf het seizoen 2015-2016 tekende hij ook voor de club uit Mallorca.  Tijdens het tweede seizoen eindigde de ploeg slechts op de twintigste plaats en kon zijn behoud niet verzekeren.
Daarom ging de speler zijn geluk in het buitenland opzoeken en tekende voor het seizoen 2017-2018 bij Cypriotische Apollon Limasol.  Het eerste seizoen werd een succes op persoonlijk vlak met 6 doelpunten uit 34 wedstrijden, maar ook de ploeg behaalde als eindresultaat het vice-kampioenschap.  Daardoor kreeg de speler een contract aangeboden voor het seizoen 2018-2019.  Hetzelfde eindresultaat als vorig jaar werd behaald en de speler scoorde 4 doelpunten uit 10 wedstrijden. Tijdens seizoen 2019-2020 zou hij tijdens veertien wedstrijden niet aan scoren toekomen.  De ploeg eindigde op een vierde plaats.  Voor het seizoen 2020-2021 werd zijn contract verlengd.
Op 10 juni 2021 tekende hij een tweejarig contract bij kampioen Omonia Nicosia.
Tijdens het jaar 2023 stapte hij over naar Indië, bij Mohun Bagan Super Giant.